# Веронска марка
Веронската марка (на италиански: Marca di Verona, на латински: Marca Veronensis et Aquileiensis) е средновековна историческа територия в Североизточна Италия. През 952 г. е взета от италианския крал Беренгар II и дадена на баварския херцог. Столица на марката е град Верона.

## История
Марка Верона е основана през 774 г. след лангобардския поход на Карл Велики от завоюваното лангобардско Херцогство Фриули. Преминава чрез разделянето на територията на франките при по-късните Каролинги към Източното Франкско кралство и е част от регион Марка Фриули.
Маркграф Беренгар I става император на Свещената Римска империя (915 – 924), прави Верона своя столица през 915 г. и основава така „Марка Верона – Аквилея“.

## Маркграфове

### Херцогство Бавария
- Хайнрих I от Бавария (952 – 955)
- Хайнрих II от Бавария (955 – 976)

### Персоналунион с Херцогство Каринтия (от 976)

#### Сменящи се династии
- Херцог Хайнрих III от Каринтия (976 – 978)
- Херцог Ото I от Каринтия (978 – 983)
- Херцог Хайнрих III от Каринтия (983 – 989)
- Хайнрих II от Бавария (989 – 995)
- Херцог Ото I от Каринтия (995 – 1004)
- Херцог Конрад I от Каринтия (1004 – 1011)
- Адалберо от Епенщайн (1011 – 1035)
- Херцог Конрад II от Каринтия (1035 – 1039)
- Крал Хайнрих III (1039 – 1047)
- Велф III (1047 – 1055)
- Конрад III (1057 – 1061)
- Бертхолд I от Церинген (1061 – 1077)

#### Епенщайни
- Луитполд от Епенщайн (1077 – 1090)
- Хайнрих III от Каринтия (1090 – 1122)

#### Спанхайми
- Хайнрих IV от Каринтия (1122 – 1123)
- Енгелберт от Каринтия (1123 – 1135)
- Улрих I от Каринтия (1135 – 1144)
- Хайнрих V от Каринтия (1144 – 1151)

...
- Бернхард от Спанхайм (1210)

#### Баден
Почетна титла:
- Херман I (1040 – 1074) от род Церинги
- Херман II (1074 – 1130)

от 1151
- Херман III (1151 – 1160)
- Херман IV (1160 – 1190)